# Территория Залитских островов

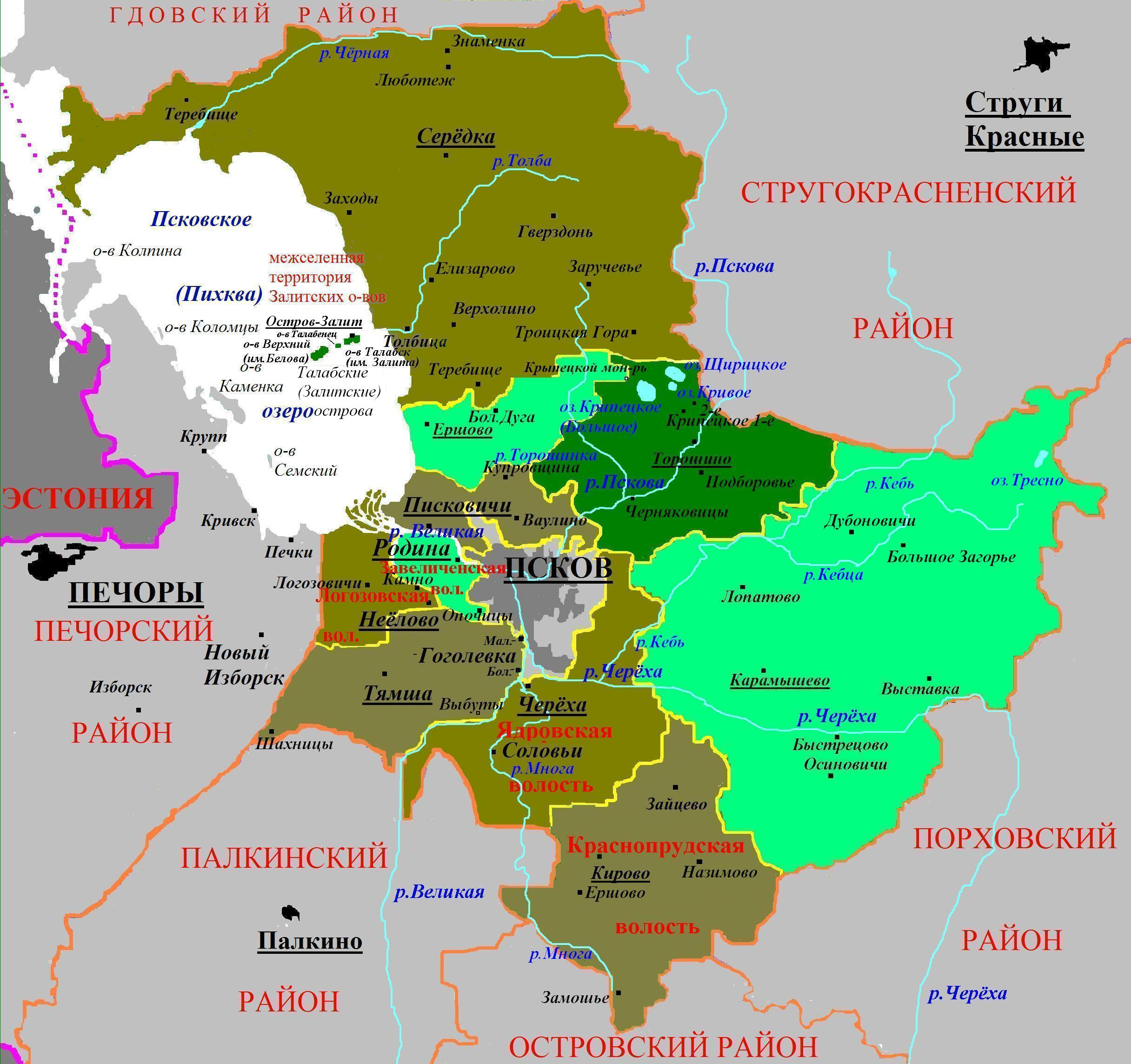
Административное деление Псковского района (2010)

Территория Залитских островов или территория Залитских островов (о. им. Залита, о. Талабенец, о. им. Белова) — межселенная территория в Псковском муниципальном районе Псковской области.
Управляется напрямую муниципальным районом: согласно законодательству Псковской области, «Органы местного самоуправления муниципального образования „Псковский район“ обладают всеми полномочиями органов местного самоуправления поселения на этой межселенной территории».
Административный центр — деревня Остров им. Залита — но фактически город Псков как центр Псковского района.

## География
Межселенная территория Залитских островов включает 3 острова в группе Талабских островов в Псковском озере: остров Талабск (остров им. Залита; восточный), остров Талабенец (наименьший по площади), остров Верхний (остров им. Белова; наибольший по площади, западный).

## Население
| 2008 | 2009 | 2010 | 2012 | 2013 | 2016 | 2017 |
| ---- | ---- | ---- | ---- | ---- | ---- | ---- |
| 218  | ↘202 | ↗211 | ↘193 | ↘179 | ↘177 | ↘171 |
| 2018 | 2019 | 2020 | 2021 |      |      |      |
| ↘156 | ↘145 | ↗147 | ↘38  |      |      |      |

## Населённые пункты
В состав территории входит фактически всего 2 населённых пункта — деревни Остров им. Залита (на острове Талабск) и Остров им. Белова (на острове Верхний).
| № | Населённый пункт  | Тип     | Население |
| - | ----------------- | ------- | --------- |
| 1 | Остров им. Залита | деревня | ↘183      |
| 2 | Остров им. Белова | деревня | ↘28       |

## История
В 1821—1917 годах селения Талабских островов составляли безуездный город Александровский посад, преобразованный в октябре 1917 года в Талабскую волость, с ноября 1919 года — Залитская волость, с 1924 года — Залитский сельсовет, с 1995 года — Залитская волость.
Согласно Закону Псковской области «Об установлении границ и статусе вновь образуемых муниципальных образований на территории Псковской области» от 28 февраля 2005 года № 420-ОЗ из островной части упразднённой Залитской волости была создана межселенная территория «территория Талабских островов» (с 3 ноября 2006 года — «территория Залитских островов»).